# Berryteuthis magister
Berryteuthis magister är en bläckfiskart som först beskrevs av Berry 1913.  Berryteuthis magister ingår i släktet Berryteuthis och familjen Gonatidae.

## Underarter
Arten delas in i följande underarter:
- B. m. magister
- B. m. nipponensis

## Bildgalleri

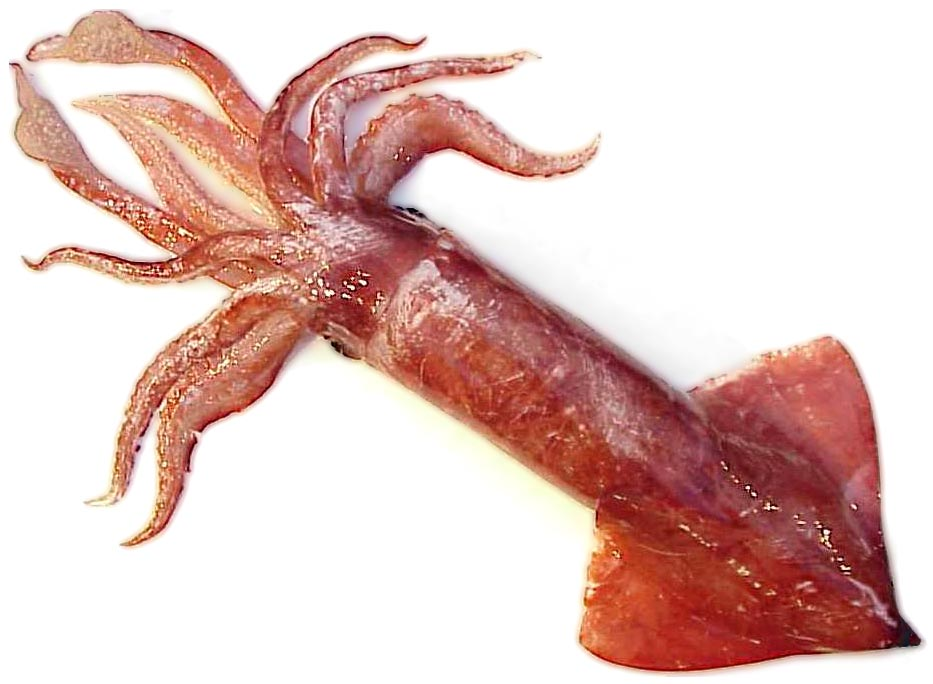
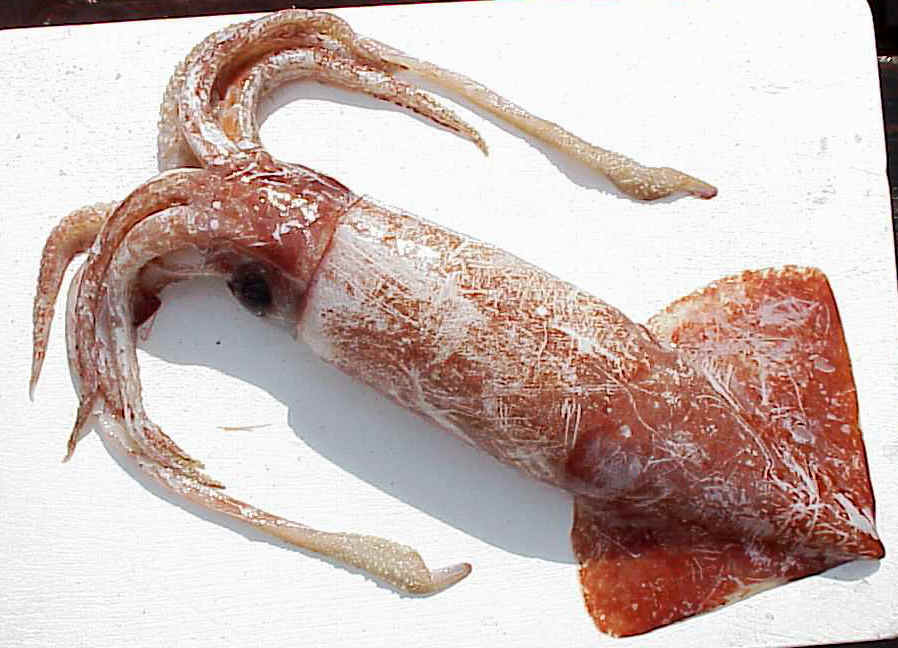
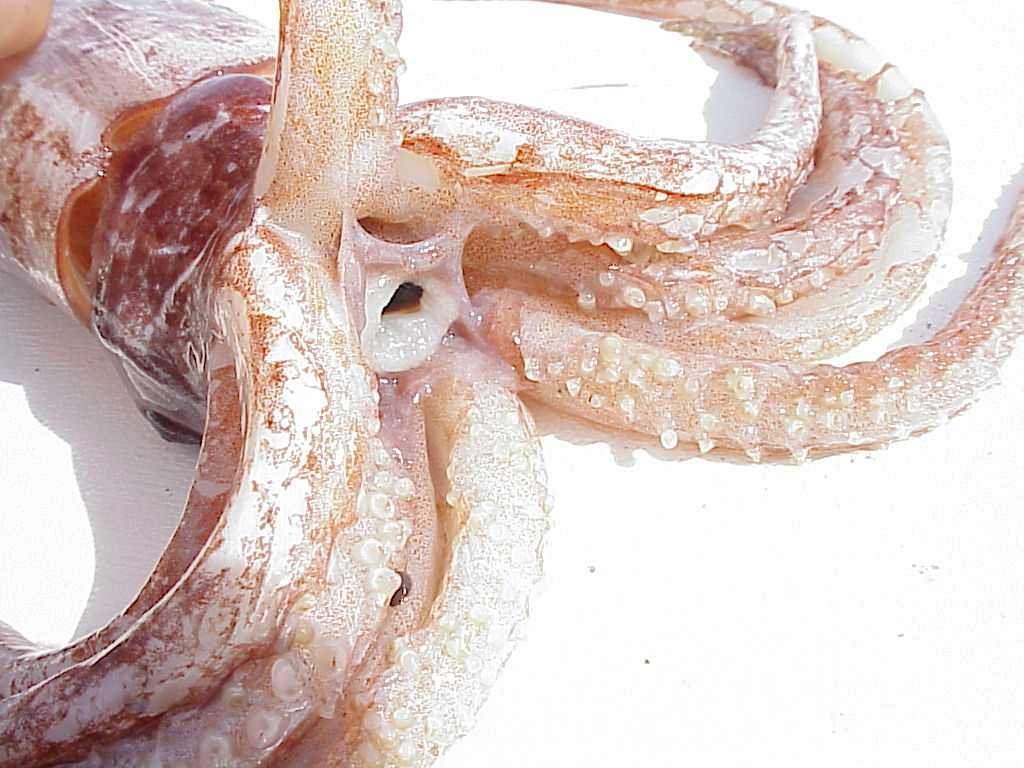
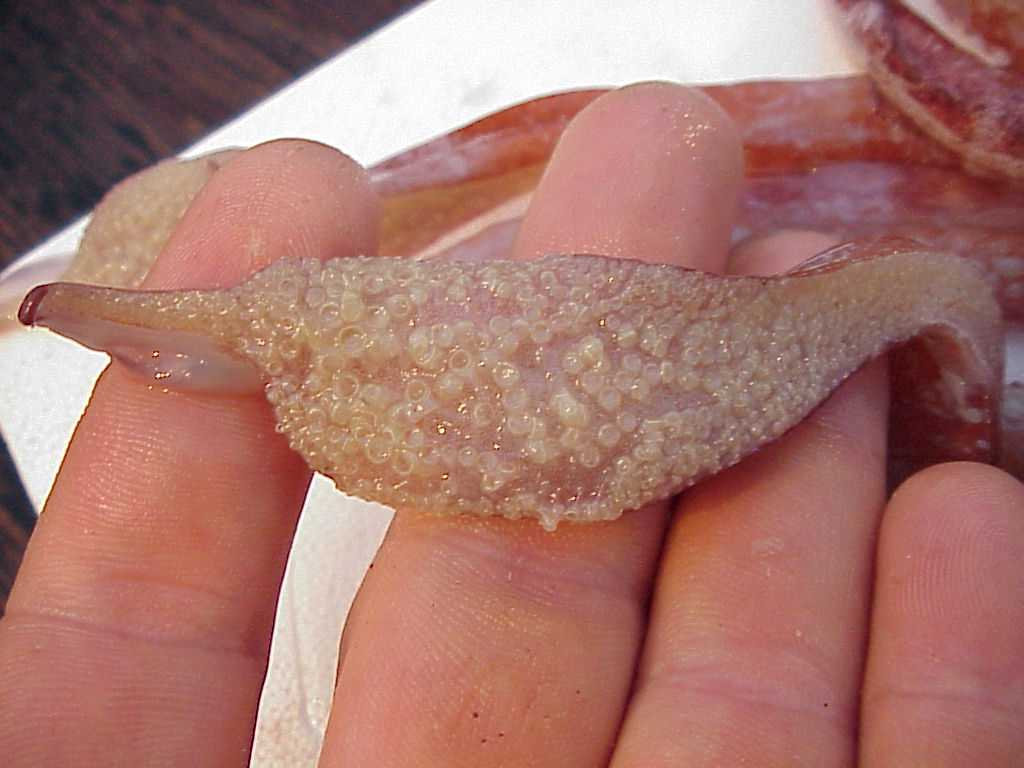
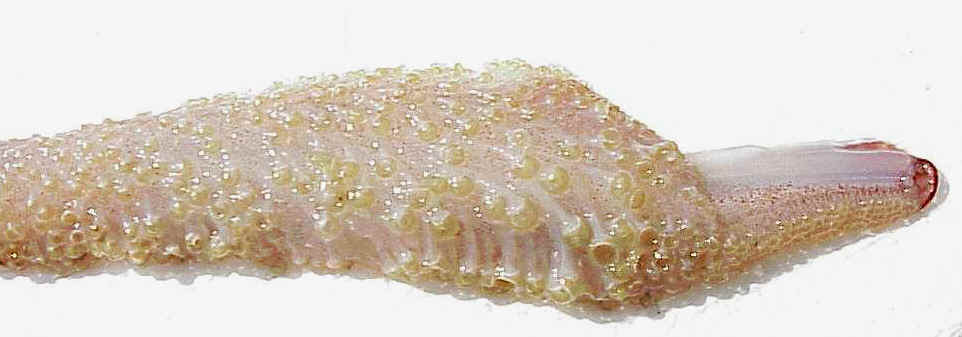
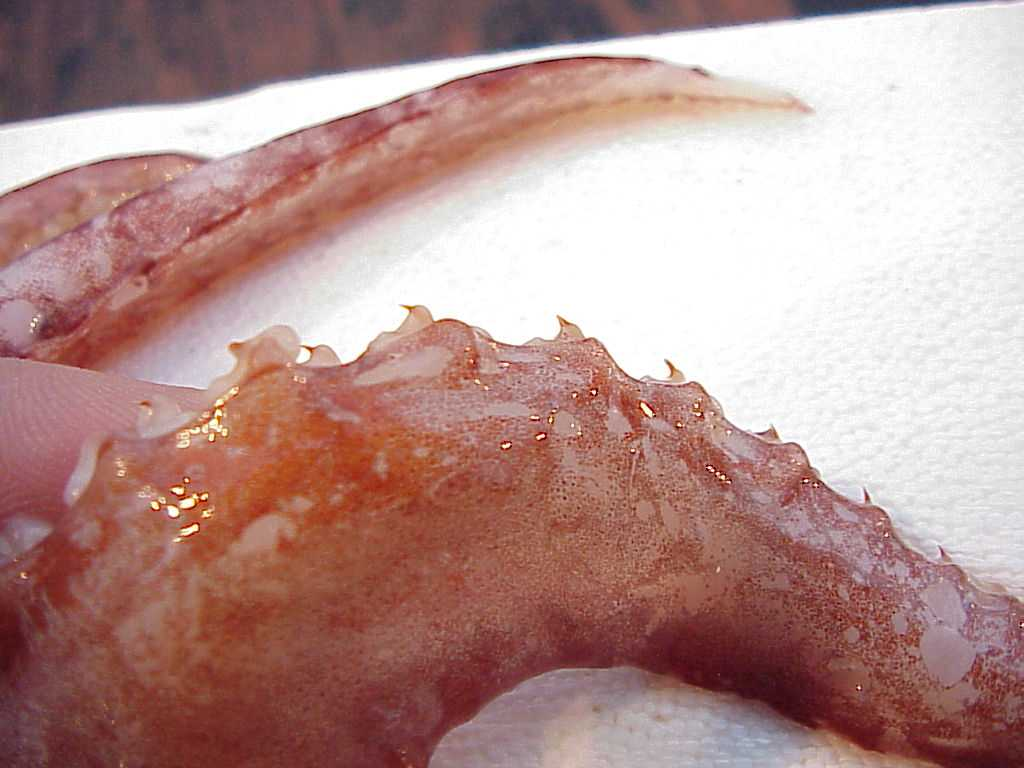